# Ford Motor Company of Canada
Die Ford Motor Company of Canada, Limited ist ein Unternehmen aus Kanada.

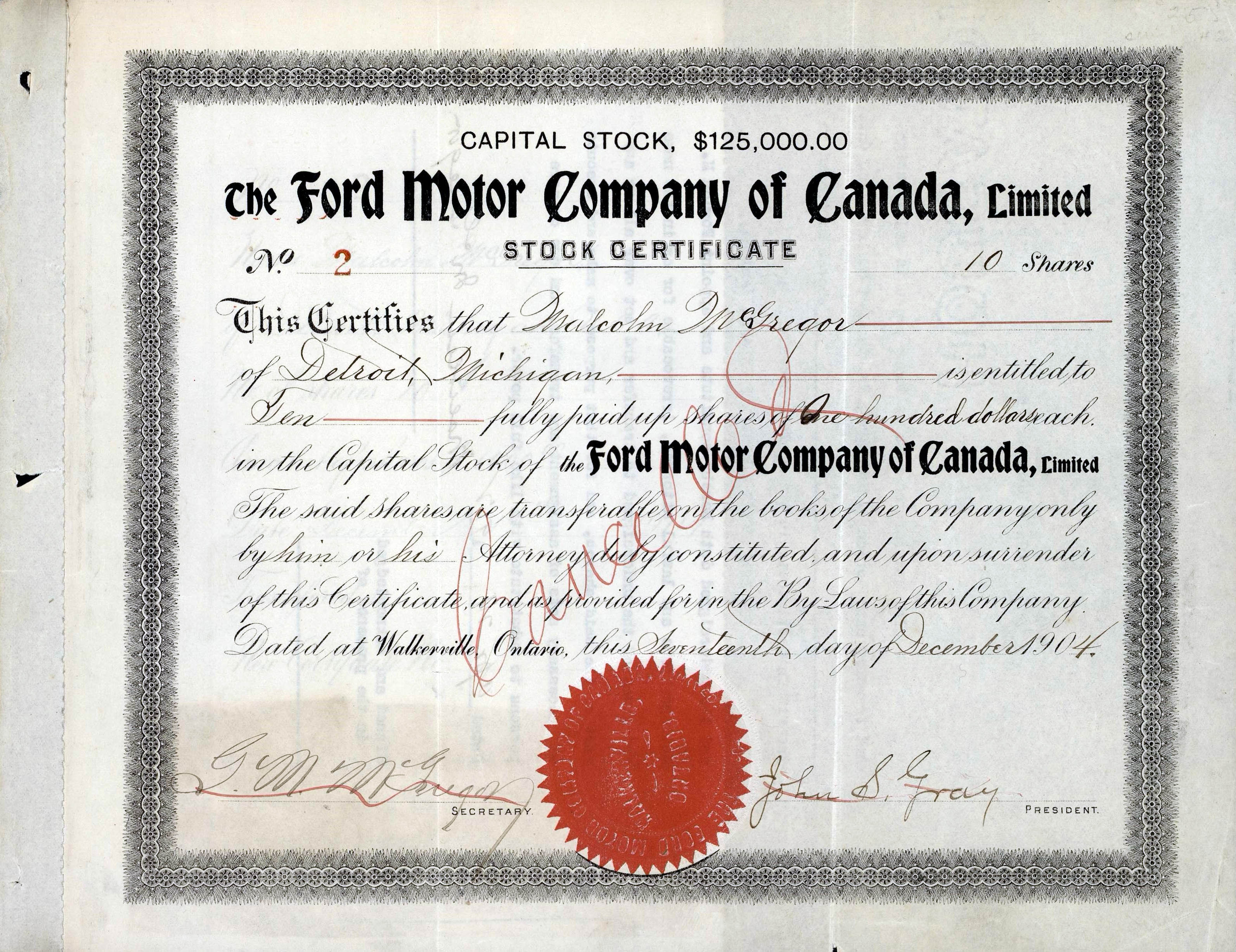
Aktie der Ford Motor Company of Canada, Ltd. vom 17. Dezember 1904

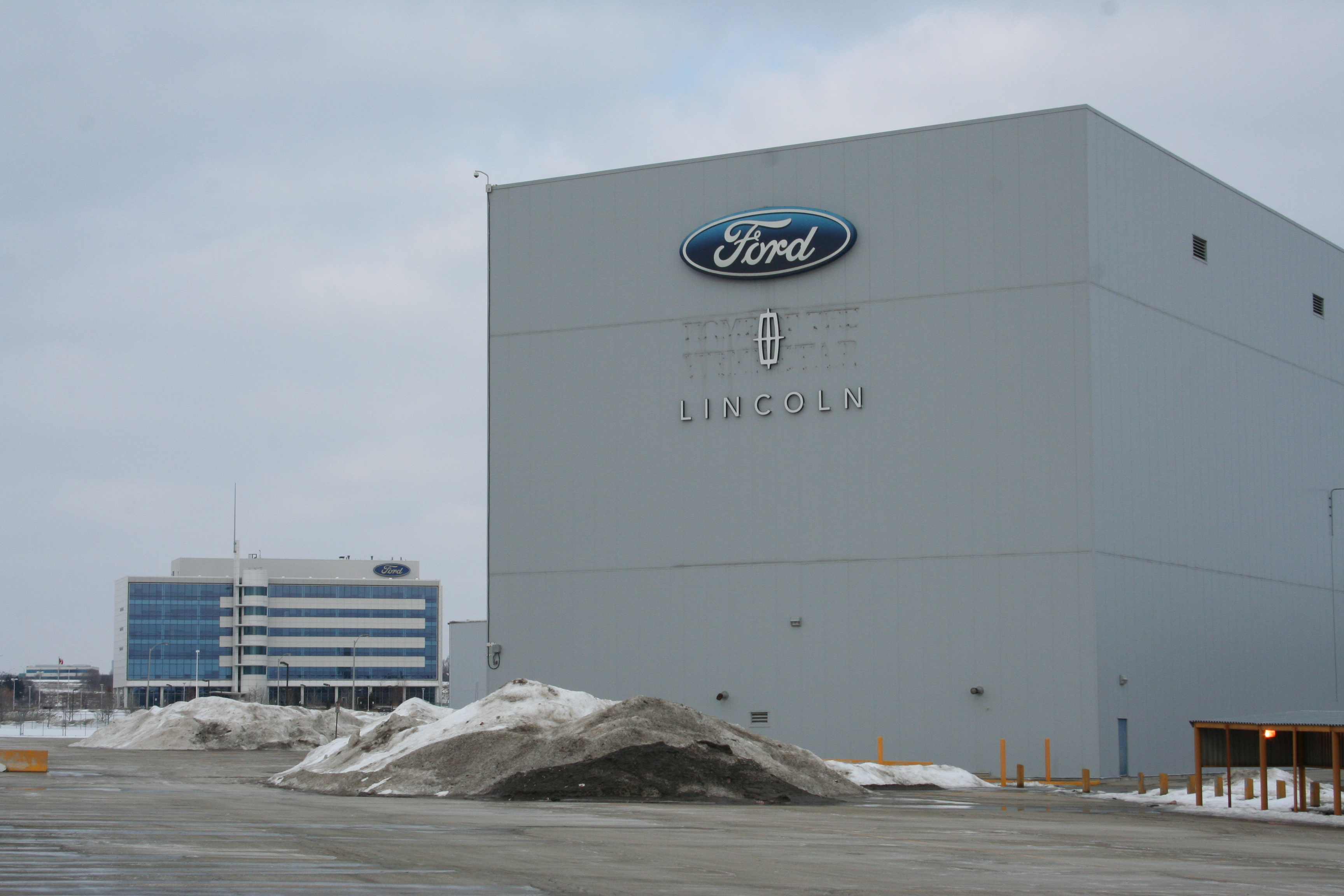
Werk Oakville und Hauptsitz

## Beschreibung
Das Unternehmen wurde 1904 zum Bau und Verkauf von Ford-Automobilen in Kanada und dem britischen Commonwealth gegründet. Die Ford Motor Company in Detroit überschrieb Patente und Verkaufsrechte an die Walkerville Wagon Company, um die Zollvorschriften für Staaten, die nicht dem britischen Weltreich angehörten, zu umgehen. Die Firma war ursprünglich als  Walkerville Wagon Works bekannt und lag in Walkerville, heute Ortsteil von Windsor in der Provinz Ontario. Der Präsident der Gesellschaft, Gordon McGregor, überzeugte eine Investorengruppe, Geld für Henry Fords neue Idee des Automobils zu geben, das auf der anderen Flussseite in Detroit hergestellt wurde.
Am 17. August 1904 wurde die kanadische Ford-Niederlassung in Walkerville gegründet. Der neuen Gesellschaft waren alle Patent- und Verkaufsrechte für alle Staaten des britischen Weltreichs, mit Ausnahme von Großbritannien und Irland, gewährt worden. Das Modell C, das erste in Kanada gefertigte Automobil, verließ Ende September 1904 die Montagebänder. Man konnte zwei Autos gleichzeitig fertigen und im ersten vollen Geschäftsjahr (1905) wurden 117 Automobile gebaut. Das erste Exportfahrzeug wurde nach Kalkutta in Indien ausgeliefert. Auch heute noch gehört die Firma zu den wichtigen Produktionsbetrieben in Windsor.
Mit der Zunahme der Verkaufszahlen nach dem Zweiten Weltkrieg entschied sich die kanadische Ford-Niederlassung, ihren Sitz nach Oakville (Ontario) zu verlegen und dort ein neues Montagewerk zu bauen. 1953 wurde es eröffnet. Um den immer weiter steigenden Verkaufszahlen zu begegnen, baute die Gesellschaft 1967 ein weiteres Montagewerk in Talbotville.
Ford war immer eine der stärksten Unternehmen in Kanada und in den 1970er Jahren war sie sogar das größte Unternehmen des Landes. 2004 feierte die Gesellschaft ihren 100. Geburtstag, ein Jahr nach der Muttergesellschaft, die 1903 gegründet worden war.
Seit 2010 ist Ford in einen Streit um ein neues Gaskraftwerk verwickelt, das auf einem 6 ha großen Grundstück auf dem Werksgelände in Oakville gebaut und von TransCanada betrieben werden soll. Von den Anwohnern und Politikern wurde Ford gebeten, die Pläne nicht weiter zu verfolgen, da viele um die Gesundheit und Sicherheit der Anwohner fürchten. Seit der katastrophalen Explosion eines gasbefeuerten Kraftwerkes in Middletown (Connecticut) 2010 und der Propangasexplosion in Toronto 2008 fordern viele eine Pufferzone für solche Kraftwerke und halten daher das Ford-Gelände für ungeeignet für diesen Zweck, da Privathäuser und Schulen in unmittelbarer Nähe liegen.
Derzeitige Vorstandsvorsitzende ist Dianne Craig. William H. Osborne war Vorsitzender von 2005 bis zur Ablösung durch Eagle im Februar 2008.

## Marke Frontenac
1960 gab es den Markennamen Frontenac für ein Modell. Es basierte auf dem Ford Falcon.

## Liste der derzeitigen Ford-Werke in Kanada
| Werk                  | Ort                | Mitarbeiter | Eröffnungsjahr | Schließungsjahr          | Bemerkungen                                                                         |
| --------------------- | ------------------ | ----------- | -------------- | ------------------------ | ----------------------------------------------------------------------------------- |
| Montagewerk Oakville  | Oakville (Ontario) | 3820        | 1953           |                          | Firmensitz                                                                          |
| Motorenwerk Windsor   | Windsor (Ontario)  | 1850        | 1978           |                          | Produziert Triton-Motoren für Super Dutie, Econoline, Expedition und den Navigator. |
| Motorenwerk Essex     | Windsor (Ontario)  | 542         | 1981           | Wiedereröffnet Ende 2009 | Produziert Motoren für den Ford Mustang und F-150.                                  |
| Aluminiumwerk Windsor | Windsor (Ontario)  | 940         | 1992           |                          | Produziert den Duratec-Block                                                        |

## Liste der früheren Ford-Werke in Kanada
| Werk                   | Ort                  | Eröffnungsjahr | Schließungsjahr  | Bemerkungen |
| ---------------------- | -------------------- | -------------- | ---------------- | --- |
| Gusswerk Windsor       | Windsor (Ontario)    | 1934           | 30. Mai 2007     | Abgerissen. |
| Aluminiumwerk Essex    | Windsor (Ontario)    | 1981           | 13. Februar 2009 | |
| LKW-Werk Ontario       | Oakville (Ontario)   | 1965           | 2004             | wiedereröffnet als Teil des PKW-Werkes Oakville |
| Montagewerk St. Thomas | St. Thomas (Ontario) | 1968           | September 2011   | |
| Werk Walkerville       | Windsor (Ontario)    | 1904           | 1953             | nahe der near Riverside Drive East 3001 – früherer kanadischer Hauptsitz und größtes Montagewerk, auch “Werk 1” genannt. Abgerissen 1969 und nun Brachland gegenüber dem Fleming Channel |

## Derzeit produzierte Modelle
- Ford Edge – Oakville
- Ford Flex – Oakville
- Lincoln MKX – Oakville
- Lincoln MKT – Oakville

## Frühere Modelle
- Ford Crown Victoria (auch Police Interceptor) – St. Thomas
- Ford SVT Lightning (2. Generation) – Oakville
- Mercury Monterey (Minivan) – Oakville
- Mercury Marauder
- Ford F-150 – Oakville
- Ford Freestar – Oakville
- Ford Windstar – Oakville
- Ford Tempo/Mercury Topaz – Oakville
- Ford Modell A – Walkerville (Windsor)
- Ford Modell C – Walkerville (Windsor)
- Ford Modell K – Walkerville (Windsor)
- Ford Modell N – Walkerville (Windsor)
- Ford Modell T – Walkerville (Windsor)
- Ford Torino – Oakville
- Ford Falcon – Oakville
- Ford Maverick – Oakville
- Ford Econoline – Oakville
- Frontenac
- Canadian Military Pattern Truck während des Zweiten Weltkrieges – Windsor
- Mercury Meteor – Windsor, Oakville
- Mercury Monarch  – Oakville
- Mercury Grand Marquis – St. Thomas
- Lincoln Town Car – ab MY2008 – St. Thomas